# Theo Downey
Theo Downey, född 11 november 2005, är en kanadensisk rodelåkare.

## Karriär
Vid VM 2025 i Whistler tog Downey brons tillsammans med Embyr-Lee Susko, Devin Wardrope, Cole Zajanski, Beattie Podulsky och Kailey Allan i lagstafetten.